# Гамлет (фільм, 1907)
«Гамлет» (фр. Hamlet) — німий короткометражний фільм французького режисера та одного з корифеїв світового кінематографу Жоржа Мельєса, знятий за мотивами однойменної трагедії Вільяма Шекспіра 1907 року.
Роль Гамлета в цьому кінофільмі приписують самому Жоржові Мельєсу. Але, враховуючи кількість фільмів, знятих Мельєсом (в особливості те, що досі не можуть визначити точну кількість цих фільмів: від 500 до 4000), імена акторів багатьох кінострічок просто не збереглися.
Вважається, що «Гамлет» прийшовся вже на занепад Мельєса, оскільки режисер починає екранізувати відомі літературні твори, що призводить до втрати елегантної іронії Мельєса. Але, попри це, «Гамлет» Жоржа Мельєса є другою відомою екранізацією трагедії Вільяма Шекспіра (після «Дуелі Гамлета» Моріса Клемана (фр. Maurice Clément) 1900 року).